# 広島県道289号栗谷大野線
広島県道289号栗谷大野線（ひろしまけんどう289ごう くりたにおおのせん）は、広島県大竹市から廿日市市に至る一般県道である。

## 概要
大竹市栗谷町大栗林から廿日市市大野中央一丁目に至る。

### 路線データ
- 起点：大竹市栗谷町大栗林（国道186号交点、広島県道460号栗谷河津原線起点）
- 終点：廿日市市大野中央一丁目（大野支所北交差点、国道2号交点）
- 総延長：24.17 km
- 異常気象時通行規制区間：大竹市栗谷町大栗林（起点） - 廿日市市大野滝ノ下間（22.3 km）

## 路線状況
廿日市市域にある大竹市の飛地を串刺しにして通っているため、13回も大竹市・廿日市市（旧：佐伯郡大野町）境を通過する。単独区間は全体的に道路未改良の区間が多く大型車通行不可。

### 重複区間
- 広島県道460号栗谷河津原線（大竹市栗谷町大栗林（起点） - 廿日市市大野）
- 広島県道42号大竹湯来線（廿日市市大野 - 大竹市松ヶ原町）

## 地理

### 通過する自治体
- 広島県
  - 大竹市 - 廿日市市

### 交差する道路
| 交差する道路                                     | 市町村名 | 交差する場所  | 交差する場所            |
| ------------------------------------------------ | -------- | ------------- | ----------------------- |
| 国道186号 広島県道460号栗谷河津原線 重複区間起点 | 大竹市   | 栗谷町大栗林  | 起点                    |
| 広島県道460号栗谷河津原線 重複区間終点           | 廿日市市 | 大野          |                         |
| 広島県道42号大竹湯来線 重複区間起点              | 廿日市市 | 大野          |                         |
| 広島県道42号大竹湯来線 重複区間終点              | 大竹市   | 松ヶ原町      |                         |
| E2 広島岩国道路                                  | 廿日市市 | 大野          | 32-3 大野IC             |
| 国道2号 国道433号 重複                           | 廿日市市 | 大野中央1丁目 | 大野支所北交差点 / 終点 |

### 交差する鉄道
- 山陽新幹線
- 山陽本線

### 沿線
- マロンの里交流館
- 大竹市役所栗谷支所
- 渡ノ瀬ダム
- 蛇喰岩
- 耕中石
- 妹背の滝公園
- 大頭神社
- 廿日市市役所 大野支所